# Heinrich Capler von Oedheim genannt Bautz

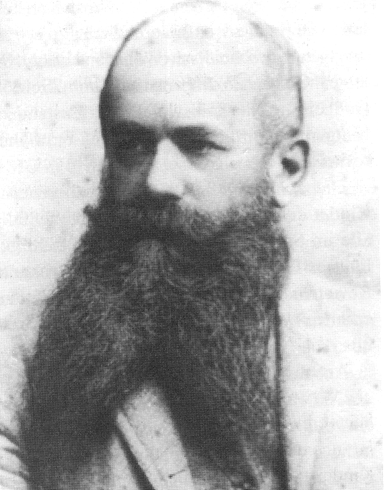
Heinrich Capler von Oedheim genannt Bautz

Freiherr Heinrich Capler von Oedheim genannt Bautz, vollständiger Name: Heinrich Friedrich Karl Capler von Oedheim genannt Bautz  (* 26. April 1835 im Oedheimer Schloss; † 25. Mai 1914 auf Schloss Brandenberg bei Illertissen) war ein im  Königreich Württemberg ansässiger Rittergutsbesitzer und 1889 bis 1895 Mitglied des württembergischen Landtags.

## Abstammung
Heinrich Capler von Oedheim stammte aus dem alten fränkischen Reichsrittergeschlecht Capler von Oedheim. Er war der Sohn von Gustav Wolfgang Freiherr von Capler (1803–1868) und der Therese Eleonore von Bühler (1812–1898). Sein jüngerer Bruder Hermann Wolfgang von Capler (1838–1886) war königlich-württembergischer Major und Kommandeur des Ulanenregiments Nr. 19.

## Leben
Nach dem Abschluss des Gymnasiums in Ulm 1854 studierte Heinrich Capler von Oedheim zunächst an der Universität Tübingen Rechtswissenschaften und Geschichte, ehe er 1859 bis 1862 an die Landwirtschaftliche Hochschule in Hohenheim ging. Anschließend machte er ein Praktikum auf den Hofgütern Lautenbach, Assumstadt und Sulzhof. Capler war nach dem Tod seines Vaters Rittergutsbesitzer in Oedheim, Willenbach und Kochendorf im Oberamt Neckarsulm. 1879 zog er vom Rittergut Kochendorf in eine eigens erworbene Villa in Cannstatt. Im Juni 1886 kaufte er Schloss Lehen und die Güter in Kochendorf von seiner Schwiegermutter Freifrau Valeska von Breuning (1806–1890). In der Wahlperiode von 1889 bis 1895 war Capler von Oedheim als Vertreter der Ritterschaft des Neckarkreises Abgeordneter in der Zweiten Kammer der Württembergischen Landstände. Außerdem war er Ehrenritter des Johanniterordens. Unter dem Pseudonym Heinrich von Oedheim veröffentlichte er 1887 Ein Strauß französischer Liederdichtung.

## Familie
Heinrich Capler von Oedheim war evangelisch und zweimal verheiratet. Mit seiner 1866 angetrauten ersten Frau Martha Freiin von Breuning (1846–1874) hatte er drei Töchter Hildegard (1867–1905) verh. mit Reinhard von Gemmingen (1859–1909), Else (1869–1944) verh. mit Heinrich Freiherr Röder von Diersburg (1863–1909), Gertrud (1872–1962) verh. mit Max von Gemmingen (1868–1949) und den Sohn Hans Wolfgang (1870–1917). Nach dem Tod seiner ersten Frau heiratete Heinrich Capler 1875 deren Schwester Camilla Freiin von Breuning (1835–1917), die die Mutter seines zweiten Sohnes Dietrich (1876–1967) wurde. Dieser zweite Sohn war der letzte Agnat des Rittergeschlechts, welches mit ihm 1967 im Mannesstamm erloschen ist.